# Кубок Іраку з футболу 2020—2021
Кубок Іраку з футболу 2020-21 — 31-й розіграш кубкового футбольного турніру в Іраку. Титул володаря кубка вп'яте здобув Аль-Кува Аль-Джавія.

## Календар
| Раунд           | Дата                 | Матчі | Клуби    |
| --------------- | -------------------- | ----- | -------- |
| Перший раунд    | 18-20 жовтня 2020    | 48    | 126 → 78 |
| Другий раунд    | 23-24 жовтня 2020    | 24    | 78 → 54  |
| Третій раунд    | 27-28 жовтня 2020    | 16    | 54 → 38  |
| Четвертий раунд | 3-4 листопада 2020   | 6     | 38 → 32  |
| 1/16 фіналу     | 16-18 листопада 2020 | 16    | 32 → 16  |
| 1/8 фіналу      | 25-26 березня 2021   | 8     | 16 → 8   |
| 1/4 фіналу      | 3-4 червня 2021      | 4     | 8 → 4    |
| 1/2 фіналу      | 10-11 червня 2021    | 2     | 4 → 2    |
| Фінал           | 19 липня 2021        | 1     | 2 → 1    |

## 1/8 фіналу
| Команда 1           | Рахунок      | Команда 2               |
| ------------------- | ------------ | ----------------------- |
| 25 березня 2021     |              |                         |
| Аль-Худоод          | 1:1 пен. 4:3 | Аль-Нафт                |
| Нафт Аль-Басра      | 1:0          | Аль-Касім               |
| Аш-Шурта            | 0:0 пен. 8:7 | Аманат (Багдад)         |
| Аль-Мінаа           | +:-          | Невроз                  |
| 26 березня 2021     |              |                         |
| Аль-Кува Аль-Джавія | 0:0 пен. 4:3 | Аль-Наджаф              |
| Заху                | +:-          | Аль-Сінаат Аль-Кахрабая |
| Аль-Карх            | 1:0          | Аль-Шергат (2)          |
| Аль-Завраа          | 0:0 пен. 5:4 | Ербіль                  |

## 1/4 фіналу
| Команда 1     | Рахунок      | Команда 2           |
| ------------- | ------------ | ------------------- |
| 3 червня 2021 |              |                     |
| Аль-Карх      | 2:1          | Нафт Аль-Басра      |
| Аль-Завраа    | 0:0 пен. 6:5 | Аль-Худоод          |
| 4 червня 2021 |              |                     |
| Заху          | 0:0 пен. 3:5 | Аль-Кува Аль-Джавія |
| Аш-Шурта      | 2:1          | Аль-Мінаа           |

## 1/2 фіналу
| Команда 1           | Рахунок | Команда 2  |
| ------------------- | ------- | ---------- |
| 10 червня 2021      |         |            |
| Аш-Шурта            | 0:2     | Аль-Завраа |
| 11 червня 2021      |         |            |
| Аль-Кува Аль-Джавія | 2:1     | Аль-Карх   |

## Фінал
| 19 липня 2021 20:35 (EEST) |

| Аль-Завраа                           | 0:0      | Аль-Кува Аль-Джавія             |
| ------------------------------------ | -------- | ------------------------------- |
|                                      | Протокол |                                 |
|                                      | Пенальті |                                 |
| Раад · Камель · Ісмаїл · Абдул-Рахім | 2:4      | Хаддад · Баєш · Ель-Ані · Ахмад |

| Стадіон «Аль-Шааб», Багдад Арбітр: Ватек Мохаммед |